# Triángulo del Arlanza
El Triángulo del Arlanza es un conjunto de tres municipios de la provincia de Burgos (Castilla y León, España), formado por Covarrubias, Lerma y Santo Domingo de Silos.

## Historia
El término fue acuñado de forma reciente con el objetivo de promocionarlo turísticamente. Los tres municipios se encuentran muy cercanos geográficamente, lo que facilita su visita.

## Lugares de interés
Además de los propios municipios, destacan los siguientes elementos:
- Monasterio de San Pedro de Arlanza
- Monasterio de Santo Domingo de Silos.
- Desfiladero de la Yecla.
- Palacio Ducal de Lerma.
- Colegiata de San Cosme y San Damián de Covarrubias.